# Periporphyrus
Genre
Periporphyrus est un genre monotypique de passereaux de la famille des Cardinalidae.

## Liste des espèces
Selon la classification de référence du Congrès ornithologique international (version 6.4, 2016) :
- Periporphyrus erythromelas (Gmelin, JF, 1789)
- Periporphyrus celaeno (Deppe, 1830)